# De La Gran Piñata
De La Gran Piñata (DLGP) fue una banda de rock argentina formada en el año 2004 en Berazategui, Argentina. Ese mismo año grabaron un demo y actualmente llevan editados cuatro discos de estudio y un disco en vivo.

## Biografía
De La Gran Piñata giró por todo el circuito de Capital Federal y el conurbano bonaerense hasta que en 2009 registraron su primer disco de estudio, llamado "Miércoles", el cual fue presentado en El Marquee de Buenos Aires.
En 2011 ganó el concurso “El Bombardeo del Demo” de la FM Rock & Pop gracias al voto del público, y al año siguiente forjó la grabación de un nuevo disco, presentado el 7 de julio en La Trastienda. 
Viaje al Centro de Uno Mismo está compuesto por 13 canciones de autoría propia, y permitió a la banda llevar su música a lo largo de todo el país. Exitosos conciertos coronaron un gran año para De La Gran Piñata, que lanzó su primer videoclip oficial con el tema “Montaña Rusa” y cerró con un nuevo show en La Trastienda.
En 2013 la banda siguió girando por el país y realizó una serie de shows con un feliz denominador común: localidades agotadas tanto en Rosario, GBA como en los tres shows en The Roxy Live de Buenos Aires, que se completó con una nueva Trastienda agotada el 30 de noviembre.
A comienzos de 2014 tocaron en Teatro Vorterix y en abril en Teatro Flores. En julio DLGP regrabó en vivo en La Trastienda su disco debut, lanzado luego en noviembre bajo el nombre de Miércoles en Vivo. 
La premisa de llevar la música a cada lugar donde sea posible continuó su camino con el debut en Cosquín Rock tocando en el escenario principal, se consolidó visitando Rosario en dos ocasiones, debutó en Paraná, luego realizó una mini gira por Mendoza y San Juan, y con shows en San Miguel, La Plata y 9 de julio. 
El 15 de noviembre De La Gran Piñata volvió a Vorterix en otro show con localidades agotadas que sirvió para presentar el EP adelanto Canciones Para los Impacientes, y arrancó el 2015 con shows en Groove, La Plata y Rosario, este último con todas las localidades vendidas.
Entre enero y febrero de 2015 la banda registró su tercer disco de estudio El Equilibrio entre los Opuestos en Romaphonic junto al ingeniero Ariel Lavigna (ganador de tres premios Grammy), con la particularidad de haber sido grabado por todos los músicos tocando en simultáneo, lo que nos acerca a una experiencia más real y sanguínea. 
Fue masterizado en Sterling Studios (EE. UU.) por Joe Laporta, (Foo Fighters, The Killers, Calle 13, etc) y contó con la participación de Nikko Taranto como Drum Doctor.
La presentación oficial de El equilibrio entre los opuestos se llevó a cabo el pasado sábado 16 de mayo en El Teatro Flores a sala llena, y fue el comienzo de una gira que ya pasó por San Miguel, La Plata y Mar del Plata, llegando a Montevideo con dos shows con localidades agotadas junto a Once Tiros en el marco de "Lo que separa el río, lo une el rock".
En abril de 2018 lanzaron Canciones para los Impacientes Vol. 2. EP con tres canciones, "Instante", "Inmortal" y "A veces Veneno" adelanto de su próximo disco que saldrá a la luz en agosto de 2018.
El 24 de agosto lanzan El principio de todo, cuarto disco de estudio el cual contiene 12 temas. La presentación oficial fue el 20 de octubre en El Teatro de Flores.
En abril de 2019, Martínez decide dejar la banda por lo que el grupo queda conformado como un trío (Giuliano, Persig y Zenobi).
El 26 de mayo de 2020 la banda emitió un comunicado desde sus cuentas oficiales en las redes sociales anunciando su disolución.

## Premios
A fines del 2015 fueron elegidos como MEJOR DISCO UNDER por El equilibrio entre los opuestos por los lectores del sitio StereoMusica.com, logrando un altísimo 77% sobre Algo Mejor (banda de rock), Simón Basta y La Ciudad Bajo La Niebla.

## Formación
Integrantes actuales:
- Alejandro Zenobi: batería y coros
- Darío Giuliano: guitarra y voz
- Nicolás Persig: bajo y coros

Antiguos miembros:
- Lucas Martínez: Guitarra y coros

## Discografía
- Miércoles (2010)

1. Clonazepam
2. Escalofríos
3. Quizás así
4. Borracho
5. Anguilita
6. Under
7. La puerta detrás del ropero
8. Fe de ratas
9. Despertador
10. Crudo
11. Melodía para ver fantasmas
12. Residuos

- Viaje al Centro de uno mismo (2012)

1. Montaña rusa
2. Canción de cuna
3. Polvo y arañazos
4. Malas noticias
5. Sonrisa
6. Josefina
7. Veredas
8. Introspectivo
9. El postrecito
10. 30.000 luces
11. La historia de la mosca y la araña
12. Puta
13. Norte

- Canciones para los Impacientes - EP (Adelanto) (2014)

1. De bar en peor
2. Blanco fácil
3. Ícaro

- El Equilibrio entre los Opuestos (2015)

1. Tu Can
2. Blanco fácil
3. De Bar en Peor
4. A Donde Se Nos Fue El Sol
5. Ícaro
6. Lunar
7. La Urgencia
8. Los Asuntos Del Miedo
9. Trincheras
10. Requiem
11. Tristeza
12. Fiebre
13. Buena Suerte

- Canciones para los Impacientes Vol. 2 - EP (Adelanto) (2018)

1. Instante
2. Inmortal
3. A veces veneno

- El principio de todo (2018)

1. Arché
2. Mis cicatrices
3. A veces veneno
4. Los días de sol
5. El camino
6. Instante
7. Traslaniebla
8. Buen viaje
9. Algún día
10. Simple
11. Inmortal
12. Final